# Борссом, Антон ван
Антон ван Борссом (нид. Anthonie van Borssom род. декабрь 1630 г. Амстердам — ум. март 1677 г. Амстердам) — голландский художник эпохи барокко.

## Жизнь и творчество
Точные даты рождения и смерти Антона ван Борссома неизвестны, указываются только дни его крещения (2 января 1631 года) и похорон (19 марта 1677 года). Отсутствуют также точные сведения о том, кто был его учителем, однако подавляющее большинство исследователей истории голландской живописи считают ван Борссома учеником Рембрандта — так как ряд рисунков художника указывают на явное на них влияние графики Рембрандта из 1640-х годов.
Подписанные как AVBorssom полотна, как правило, имеют одинаковую композицию — на переднем плане у них находится какой-нибудь водоём: пруд, озеро или река. В середине картины — крестьянское хозяйство, мельница или заброшенные хозяйственные строения. На линии горизонта же — другие отдельные постройки. Точная графическая передача изображения рисунков ван Борссома в сочетании с оживляюще-яркими акварельными красками имела в XVIII столетии большой спрос и популярность.
Художник изображает также многочисленные замки, церкви и городские укрепления, а также городские ландшафты, которые он повидал во время своих путешествий по провинциям Голландии и Северо-Западной Германии.

## Галерея

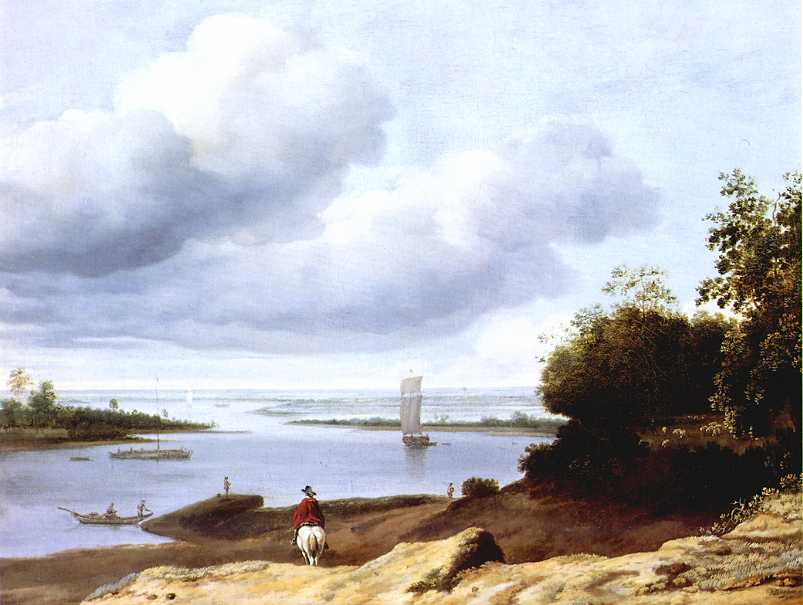
Пейзаж со всадником и видом на реку
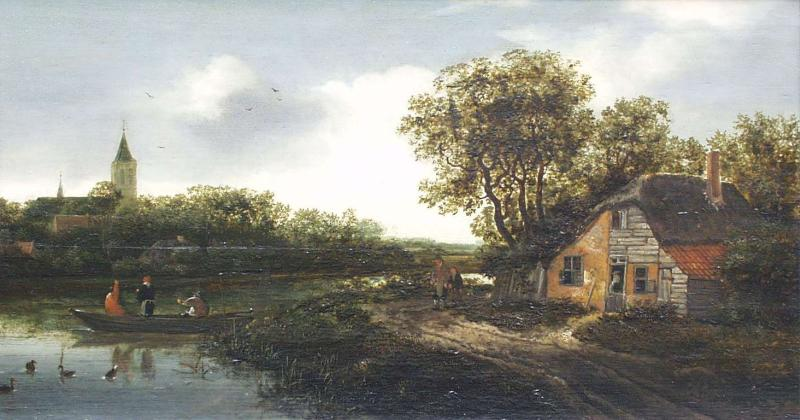
Крестьянский дом у реки
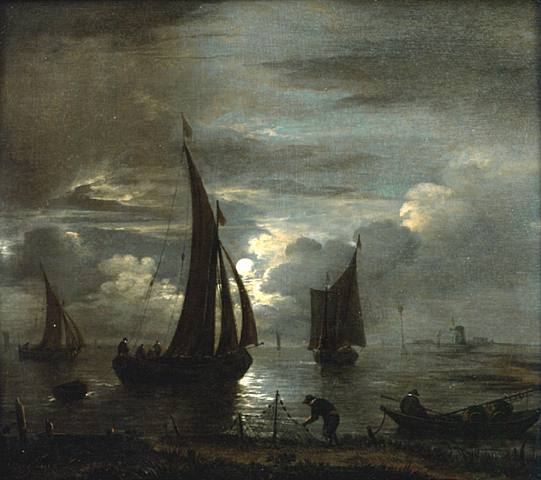
Вид на реку в лунном свете
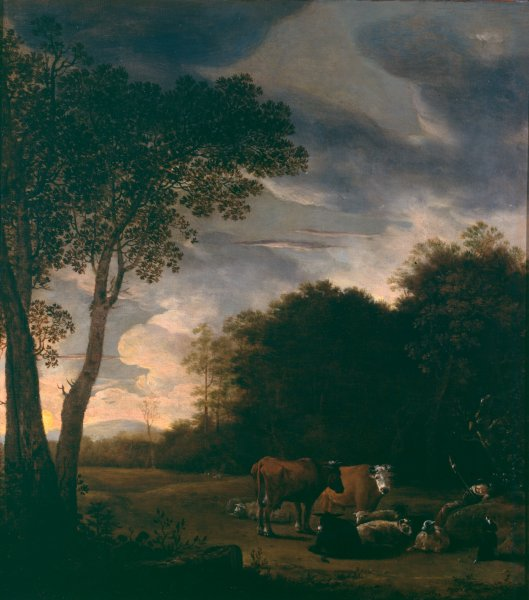
Пасущееся стадо
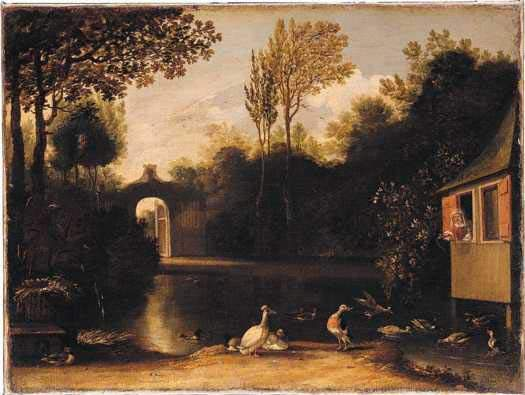
В саду у водопоя
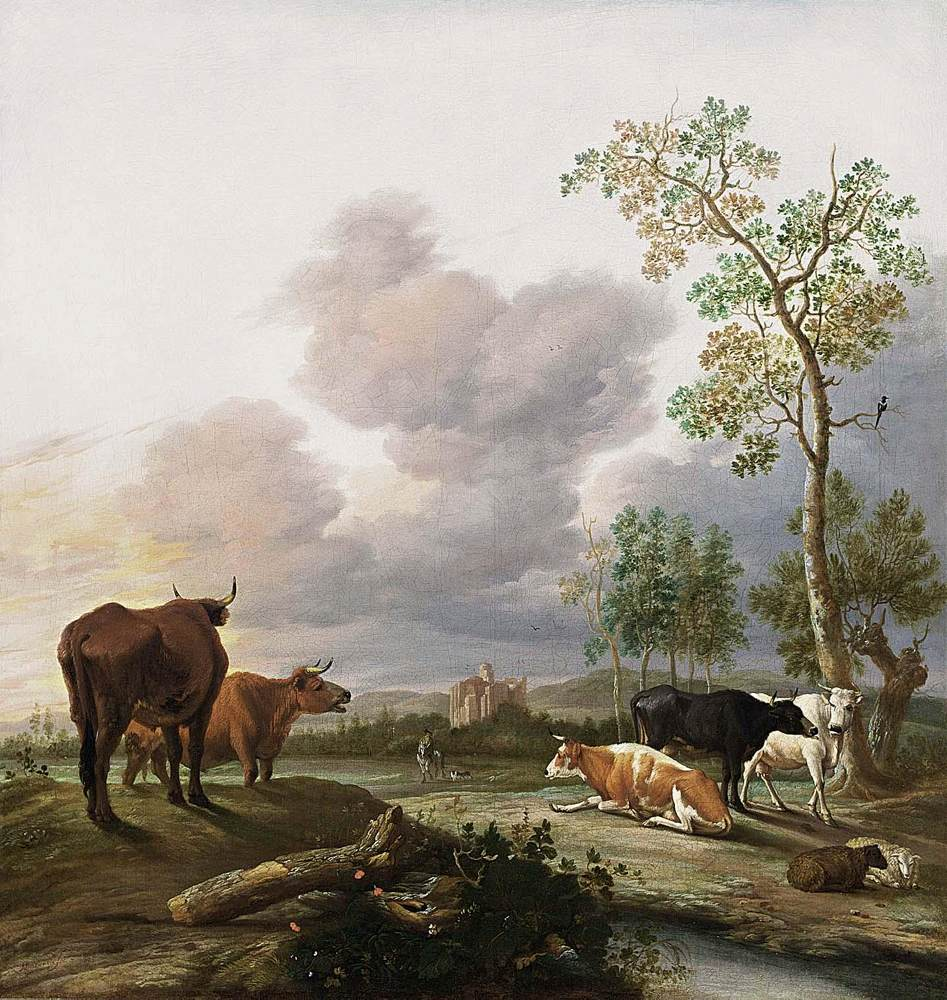
Пейзаж с коровами и овцами
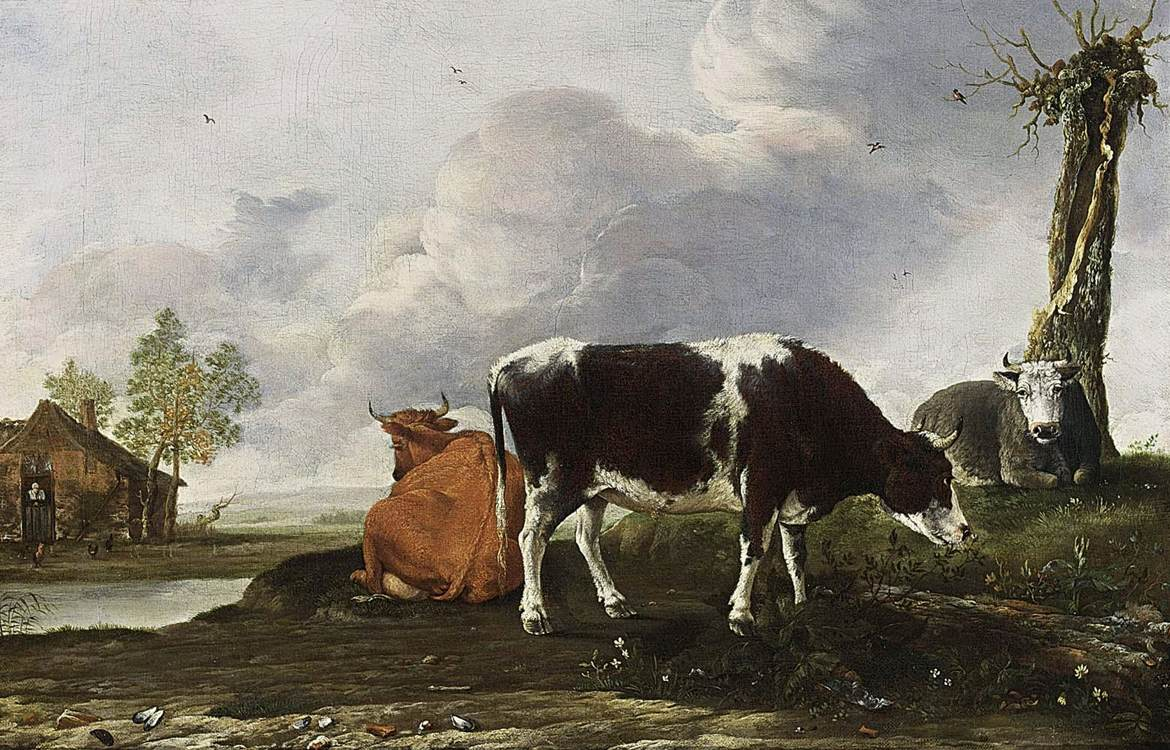
Пейзаж с коровами
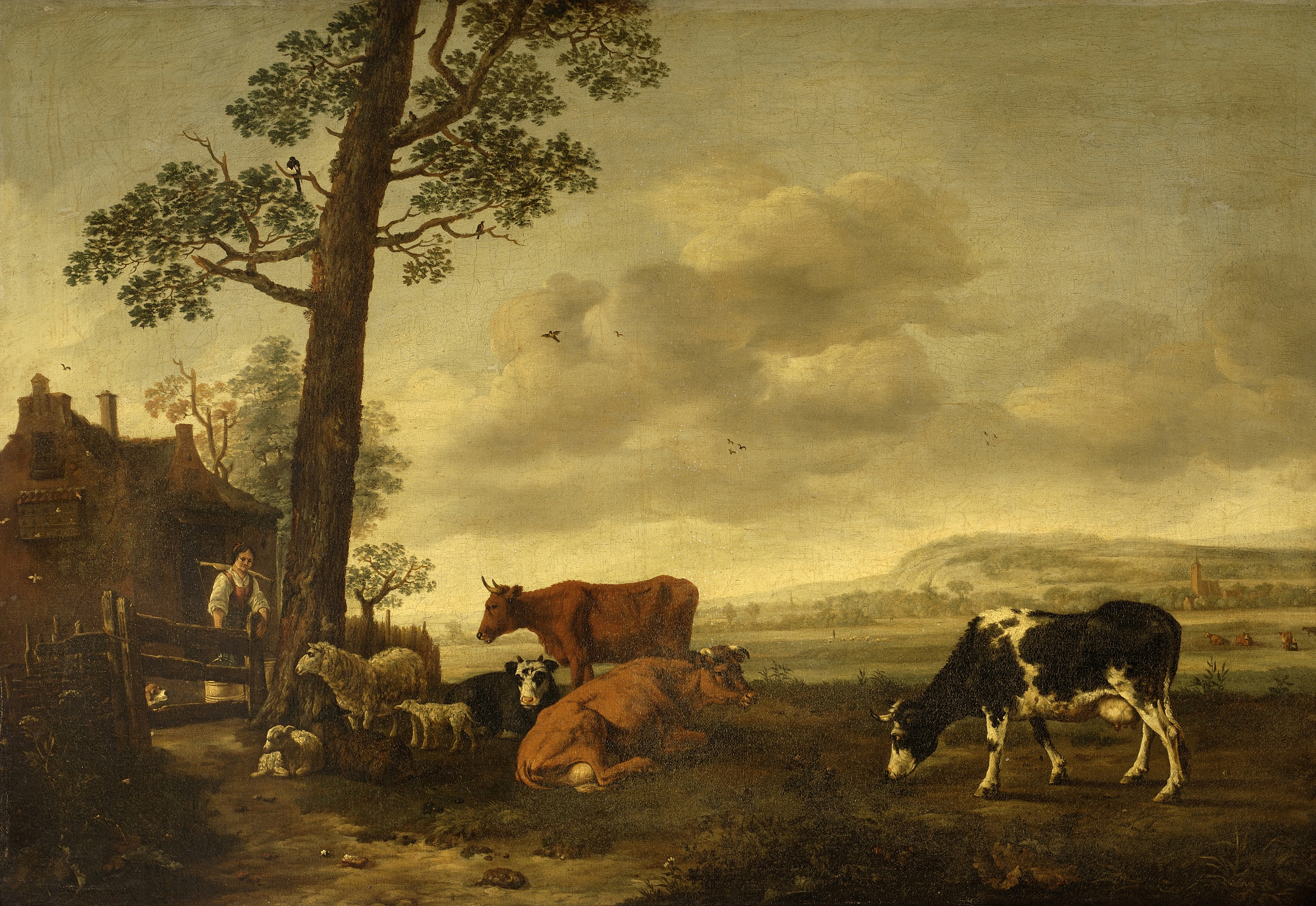
Пейзаж с коровами
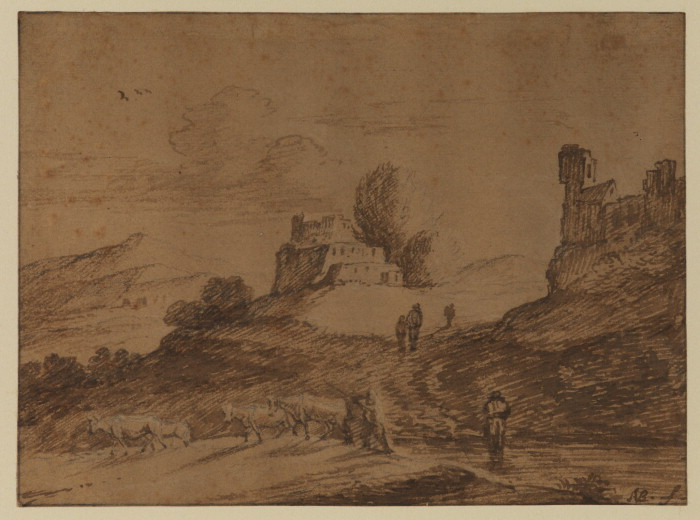
пейзаж с руинами замка, животными и людьми
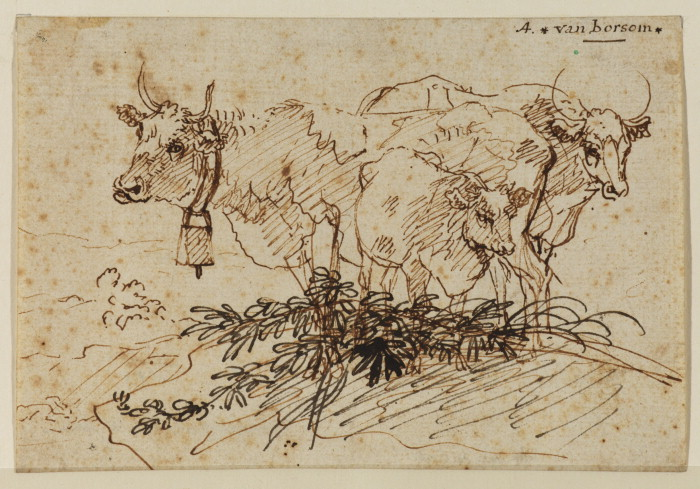
Эскиз к группе коров